# Брудзоло
Брудзо́ло, или Бруцоло (итал. Bruzolo, пьем. Bruzeul) — коммуна в Италии, располагается в регионе Пьемонт, в провинции Турин.
Население составляет 1336 человек (2008), плотность населения составляет 111 чел./км². Занимает площадь 12 км². Почтовый индекс — 10050. Телефонный код — 011.
Покровителями коммуны почитается святые апостол Иоанн Богослов и Иоанн Креститель, празднование 27 декабря.

## Демография
Динамика населения:

## Администрация коммуны
- Официальный сайт: http://www.comune.bruzolo.to.it/